# Tontxu Rodríguez
Antonio Julián Rodríguez Esquerdo, né le 29 juillet 1962 à Barakaldo, est un homme politique espagnol membre du Parti socialiste ouvrier espagnol (PSOE).

## Biographie

### Vie privée
Il est marié et père de deux filles.

### Formation et carrière professionnelle
Tontxu Rodríguez est titulaire d'une licence en droit qu'il obtient à l'université de Saragosse. Il exerce comme avocat depuis 1987 au barreau de Biscaye.

### Débuts dans la politique locale
En 1988, il adhère au Parti socialiste du Pays basque et milite au sein de la section de Barakaldo. Lors des élections municipales suivantes de 1991, il est élu conseiller municipal de sa ville natale et devient président de la man-communauté des communes de la zone minière et de la rive gauche du Nervión jusqu'aux élections de 1995. En 1992, il devient assesseur du groupement socialiste de Biscaye. Réélu au conseil municipal en 1995, il est nommé directeur général de l'entreprise publique Azpiegitura, dépendante de la députation forale de Biscaye jusqu'en 1999 où il ne se représente pas aux élections municipales. Il se consacre alors à des fonctions organiques au sein du parti. Il occupe notamment le poste de secrétaire exécutif aux Institutions et aux Relations municipales du groupement socialiste de Barakaldo de 1992 à 1995, membre du comité provincial de Biscaye à partir de 1997, membre du comité national du Pays basque à partir de 2000, secrétaire général du PSOE de Barakaldo à partir de 2001 et de membre de la commission exécutive provinciale de Biscaye de 2002 à 2005.
Sur le plan syndical, il intègre l'Union générale des travailleurs (UGT) en 1991 puis devient secrétaire de la direction provisoire de l'Union des professionnels et travailleurs autonomes (UPTA-UGT) de novembre 2001 à décembre 2002. À cette date, il se charge du secrétariat à l'Organisation de la commission exécutive élue.

### Maire de Barakaldo
Après avoir développé son ancrage syndical, il se présente comme candidat à la mairie de Barakaldo lors des élections municipales de juin 2003 et démissionne en conséquence de ses fonctions au sein de l'UGT.
Lors du scrutin, la liste qu'il conduit recueille 33,84 % des voix et neuf des vingt-cinq sièges du conseil municipal devant le PNV (30,13 % et huit sièges), le PP (21,9 % et cinq sièges) et IU (12,53 % et trois sièges). Disposant d'une majorité relative, il est élu maire de Barakaldo quelques jours plus tard.
Il est réélu maire lors du scrutin de 2007 et dispose d'une majorité relative de onze sièges sur les vingt-cinq qui composent la corporation municipale tandis que le PNV s'effondre à cinq sièges et le PP à quatre. Quatre ans plus tard, en 2011, il est réélu une dernière fois maire de sa ville natale et dispose d'une majorité relative plus exiguë de huit mandats face aux sept dont possède le PNV.
D'octobre 2005 à octobre 2009, il est membre de la commission exécutive du PSE-EE.

### Sénateur désigné par le parlement basque
Il est désigné sénateur le 24 janvier 2013 par le Parlement basque en représentation de la communauté autonome du Pays basque au Sénat espagnol et prend possession de son mandat le 5 février suivant. Bien que n'y étant pas juridiquement contraint, il annonce sa démission de son poste de maire de Barakaldo le 21 juin 2013 et préside son dernier conseil municipal le 28. Il met ainsi fin à un parcours de dix-huit ans dans la politique locale dont dix passés à la tête de la mairie. Le porte-parole du groupe socialiste municipal, Alfonso García Alonso, lui succède à la mairie,.
Bien que son groupe parlementaire ne puisse plus prétendre de droit à un mandat de sénateur désigné en raison de sa faible importance numérique, Tontxu Rodríguez est tout de même réélu le 15 décembre 2016 au second tour de scrutin en raison d'un accord de gouvernement conclu entre les socialistes et le PNV qui prévoit la cession de l'un des deux sénateurs auxquels les nationalistes auraient pu prétendre. Il est réélu en septembre 2020.